# 龍仁ジャンクション
龍仁ジャンクション（ヨンインジャンクション）は大韓民国京畿道龍仁市にある世宗抱川高速道路（29号線）と嶺東高速道路（50号線）を結ぶジャンクションである。

## 接続している路線

### 安城・抱川方面
- 世宗抱川高速道路（15番）

### 仁川・江陵 方面
- 嶺東高速道路（18番）

## 隣
世宗抱川高速道路
- (13) 古三ハイパスIC - (15) 龍仁JCT - (16) 北龍仁JCT

嶺東高速道路
- (17) 龍仁IC - 龍仁SA - (18) 龍仁JCT - (19) 陽智IC